# Efrem Forni
Efrem Leone Pio Forni (10 de janeiro de 1889 - 26 de fevereiro de 1976) foi um cardeal italiano da Igreja Católica Romana. Ele serviu como núncio na Bélgica e Internuncio no Luxemburgo de 1953 a 1962, e foi elevado ao cardinalato em 1962.

## Biografia
Nascido em Milão , segundo filho de Don Enrico Giancarlo Forni e Donna Angela Ambrosoli, Efrem Leone Pio Forni estudou na Universidade de Milão , e a Pontifícia Universidade Gregoriana e Pontifícia Academia Eclesiástica em Roma . Foi ordenado ao sacerdócio em 6 de julho de 1913, e depois lecionou no colégio arquiepiscopal de Cantù e no colégio de d ' Arona até 1921. Mons. Forni foi secretário (1921-1926) e depois auditor (1926-1928) da nunciatura portuguesa . No Nunciatura francesa , foi auditor (1928) e conselheiro (1937). Foi elevado ao posto de Honorary Chamberlain em 18 de outubro de 1921, em Privy Chamberlain em 20 de junho de 1923 e finalmente em Domestic Prelate em 20 de junho de 1937.
Em 27 de novembro de 1937, Monsenhor Forni foi nomeado núncio no Equador e arcebispo titular de Darnis . Ele recebeu sua consagração episcopal em 20 de fevereiro de 1938 , do cardeal Eugenio Pacelli (eleito papa em 1939), com os arcebispos Alberto Levame e Luigi Traglia servindo como co-consagradores , na igreja de San Carlo al Corso, em Roma. Depois de servir como legado papal no Congresso Eucarístico Nacional de 1949 e no Núncio no Equador de 1938 a 1953. Forni foi nomeado Núncio na Bélgica eInternuncio a Luxemburgo em 9 de novembro de 1953. Em 8 de julho de 1956, novamente serviu como legado papal, desta vez para outorgar a Rosa de Ouro à Grã-Duquesa de Luxemburgo . Ele era "Cavaliere di Gran Croce d'Onore e Devozione" da Ordem Soberana Militar de Malta, da Ordem do Santo Sepulcro de Jerusalém e de muitas outras Ordens de Cavalaria.
Em 1962, o Papa João XXIII criou-lhe o Cardeal Sacerdote de Santa Croce in Gerusalemme e renunciou aos seus postos diplomáticos. De 1962 a 1965, Efrem Cardeal Forni participou do Concílio Vaticano II , durante o qual participou do conclave papal de 1963 que selecionou o Papa Paulo VI .
Cardeal Efrem Leone Pio Forni morreu em Roma, aos 87 anos. Ele está enterrado na igreja de St. Francis Church em Gallarate (perto de Milão) na esquerda, disse do alto Altar, e não em sua antiga família cinza em Milão.